# 59e armée (Japon)
La 59e armée (第59軍, Dai-go-jū-kyū gun) est une unité de l'armée impériale japonaise basée à Hiroshima à la toute fin de la Seconde Guerre mondiale. Elle est anéantie le 6 août 1945 lors du bombardement atomique de Hiroshima.

## Histoire
La 59e armée est créée le 15 juin 1945 et placée sous le contrôle de la 15e armée régionale dans le cadre des tentatives désespérées du Japon d'empêcher une invasion américaine de la région de San'yō (en) durant l'opération Downfall. Elle est principalement composée de réservistes sous-entraînés, d'étudiants conscrits, et de miliciens locaux des corps combattants des citoyens patriotiques. Basée à Hiroshima, la majeure partie des membres de son commandement, dont son commandant, le lieutenant-général Yoji Fujii, est tuée lors du bombardement atomique de Hiroshima. D'autres unités de combat telles que la deuxième armée générale, et la 5e division, sont également touchées, et une estimation de 20 000 soldats japonais sont tués. Les survivants de la 59e armée tentent de mener des opérations de secours et de maintenir l'ordre public dans la ville dévastée sans grand succès. Elle est officiellement dissoute au moment de la reddition du Japon le 15 août 1945 sans avoir combattu.

## Commandement

### Commandants
|   | Nom                                | De           | À            |
| - | ---------------------------------- | ------------ | ------------ |
| 1 | Lieutenant-général Yoji Fujii      | 15 juin 1945 | 6 août 1945  |
| 2 | Lieutenant-général Teiki Nakanishi | 6 août 1945  | 12 août 1945 |
| 3 | Lieutenant-général Jitsuo Tani     | 12 août 1945 | 15 août 1945 |

### Chef d'État-major
|   | Nom                                | De             | À                 |
| - | ---------------------------------- | -------------- | ----------------- |
| 1 | Major-général Takeo Kaji           | 15 juin 1945   | 5 juillet 1945    |
| 2 | Major-général Shuitsu Matsumara    | 5 juillet 1945 | 18 septembre 1945 |
| 3 | Lieutenant-général Saburo Kawamura | 18 août 1945   | 30 novembre 1945  |